# Kirk Pengilly

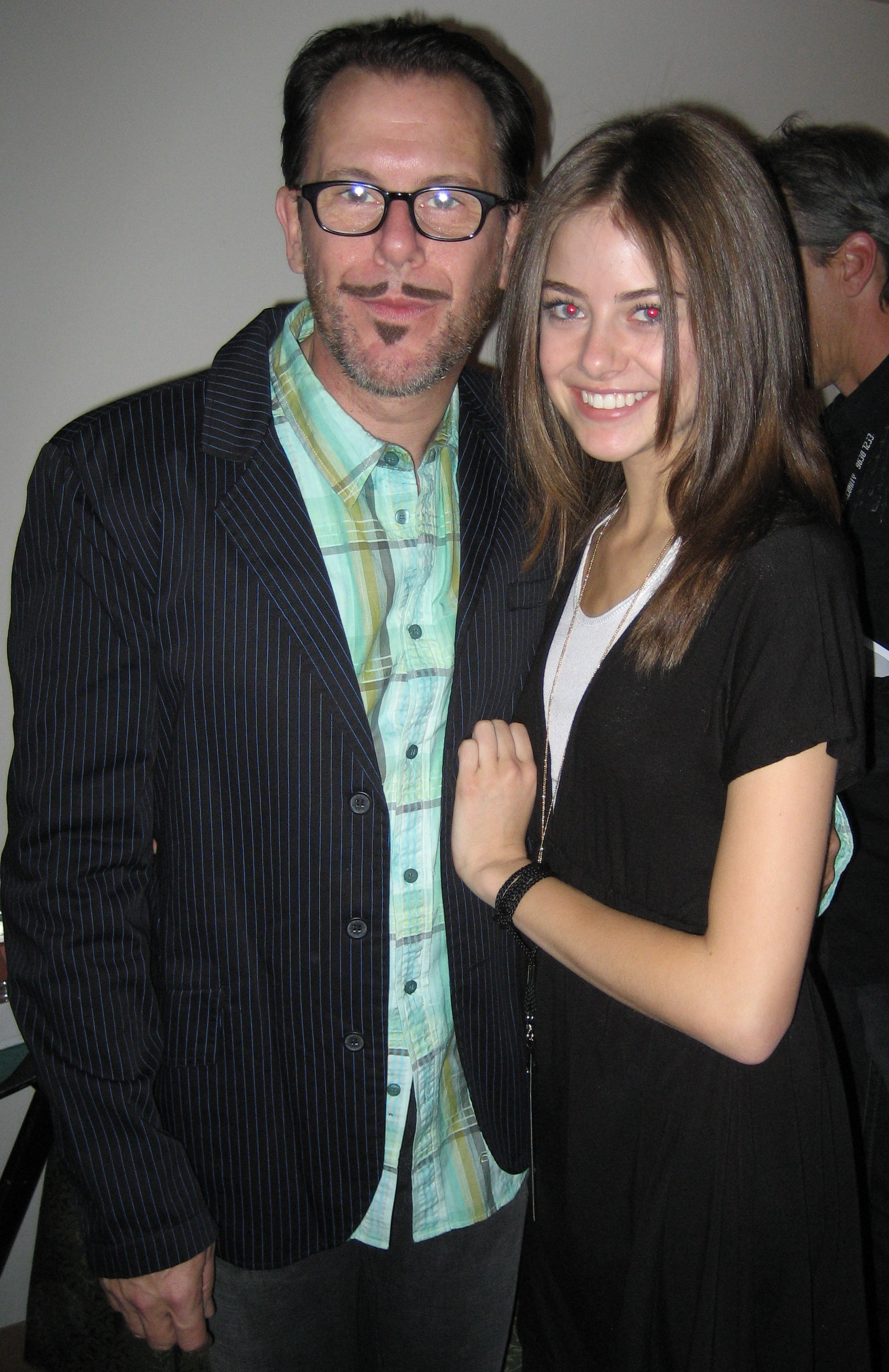
Kirk Pengilly y su hija, April Rose Pengilly.

Kirk Pengilly es un músico australiano, saxofonista y guitarrista, nacido en Kew, Victoria el 4 de julio de 1958.

## Carrera
Se mudó a la ciudad de Sídney y se convirtió en el mejor amigo del guitarrista Tim Farriss. Su primera banda fue una agrupación de la escuela secundaria llamada "Guiness", donde él era el cantante principal y compositor. Sin embargo, cuando se formó la banda de The Farriss Brothers en 1977, dejó su puesto de cantante a la por entonces joven promesa Michael Hutchence. Dicha agrupación pasó a llamarse INXS.